# Mydaea narona
Mydaea narona är en tvåvingeart som beskrevs av John Otterbein Snyder 1949. Mydaea narona ingår i släktet Mydaea och familjen husflugor.
Artens utbredningsområde är Maryland. Inga underarter finns listade i Catalogue of Life.